# Leonardo Donaggio
Leonardo Donaggio (Lido di Venezia, 23 settembre 2003) è uno sciatore freestyle italiano.

## Biografia
È nato al Lido di Venezia. Il padre Emiliano Donaggio è pittore. Il fratello Alessandro ha praticato lo snowboard e la BMX.
Ha iniziato a praticare lo sci alpino all'età di due anni, poi verso i dieci anni, attratto dai video su YouTube, ha deciso di provare il freestyle.
All'età di 14 anni è entrato in Squadra B della nazionale e si è trasferito a Falcade. Ha gareggiato per il Valbelluna freeski. Esordendo all'età di 14 anni in Coppa Europa, è diventando il più giovane italiano di sempre a partecipare alla competizione continentale.
Nel giugno 2021 è stato arruolato nell'Esercito ed entrato nel suo Centro Sportivo.
All'età di diciotto anni si è qualificato ai Giochi olimpici invernali di Pechino 2022. È stato l'atleta più giovane della spedizione olimpica italiana. Nel big air ha raggiunto la finale e si è classificato 5º, mentre nello slopestyle è stato eliminato nel turno di qualificazione con il 18º posto.
Il 22 gennaio 2023, durante la stagione 2022-2023, nel corso della tappa di Coppa del Mondo di slopestyle a Laax, in seguito ad una caduta, si è procurato la rottura del legamento crociato del ginocchio sinistro, che lo ha costretto a sottoporsi ad un intervento chirurgico. L'infortunio gli ha impedito di gareggiare ai campionati mondiali di freestyle di Bakuriani 2023.